# Sàmm Sa Kàddu
Sàmm Sa Kàddu (en français : Je respecte mes paroles) est une coalition politique sénégalaise dirigé par le maire de Dakar Barthélémy Dias. La coalition est créée en vue des élections législatives anticipées de 2024.

## Histoire
La coalition Sàmm Sa Kàddu / Sauver le Sénégal est fondée le 23 septembre 2024 dans un communiqué signé par le Parti de l'unité et du rassemblement (PUR), Taxawu Sénégal (TS), l'Alternative pour la relève citoyenne (ACR), Les serviteurs (LS/MPR), l'Alliance générationnelle pour les intérêts de la République (AGIR), le Parti républicain pour le progrès (PRP) et Gueum Sa Bopp (GSB),.
La coalition s'intègre dans un front plus large contre le PASTEF au pouvoir avec deux autres coalitions : Takku Wallu Sénégal de l'ancien président Macky Sall et de Jàmm ak Njariñ de l'ancien Premier ministre Amadou Ba. Les coalitions unissent leurs forces dans presque tous les départements du Sénégal en formant des listes communes,.
Le 23 octobre 2024, Déthié Fall, président du Parti républicain pour le progrès annonce quitter la coalition et rallier le PASTEF.

## Idéologie
Sàmm Sa Kàddu se positionne comme « Troisième voie znti-Sonko » et « une opposition constructive et la seule alternative générationnelle face au PASTEF ». La coalition met en avant le renouveau et le rajeunissement de la classe politique sénégalaise.

## Partis membres
| Parti | Parti                                                       | Parti  | Chef                 | Idéologie                                 | Adhésion                    |
| ----- | ----------------------------------------------------------- | ------ | -------------------- | ----------------------------------------- | --------------------------- |
|       | Taxawu Sénégal                                              | TS     | Khalifa Sall         | Libéralisme Social-libéralisme            | 2024                        |
|       | Parti de l'unité et du rassemblement                        | PUR    | Serigne Moustapha Sy | Démocratie islamique Conservatisme social | 2024                        |
|       | Alternative pour la relève citoyenne                        | ACR    | Anta Babacar Ngom    | Progressisme                              | 2024                        |
|       | Les serviteurs / En Marche pour la Renaissance              | LS/MPR | Pape Djibril Fall    | Libéralisme Libéralisme économique        | 2024                        |
|       | Alliance générationnelle pour les intérêts de la République | AGIR   | Thierno Bocoum       | Libéral-conservatisme                     | 2024                        |
|       | Gueum Sa Bopp                                               | GSB    | Bougane Gueye Dany   | Libéralisme Libéralisme économique        | 2024                        |
|       | Parti républicain pour le progrès                           | PRP    | Dethie Fall          | Social-démocratie                         | De septembre à octobre 2024 |

## Résultats électoraux
| Année | Voix    | %    | Sièges  | +/– |
| ----- | ------- | ---- | ------- | --- |
| 2024  | 222 060 | 6,13 | 3 / 165 | Nv. |